# Bila (Sultanat)
Bila war ein kleines Sultanat im Nordosten der Insel Sumatra in Indonesien. Es wurde 1946 aufgelöst und in die neu ausgerufene Republik Indonesien integriert.

## Entstehung
Es entstand im Jahre 1630, als das Sultanat Pinang Awan (auch Pinangawan) unter zwei Brüdern und einem Neffen des Rajas Halib von Pinang Awan in drei Nachfolgestaaten aufgeteilt wurde: Bila, Sungai Taras und Kota Pinang. In Pinangawan war auf Batara Si Nomba, der dort von etwa 1580 bis 1610 herrschte, zunächst sein Sohn Halib (ca. 1610–1630) auf dem Thron gefolgt. Nach dessen Tod teilten sich die jüngeren Söhne Batara Si Nombas, Tohir Indra Alam I. und Segar Alam (Suman), sowie Tohir Indra Alams Sohn Awam das Erbe. Tohir Indra Alam war von etwa 1630 bis 1650 Raja in Bila, Segar Alam von etwa 1630 bis 1660 in Sungai Taras, und Awan, später als al-Marhum Mangkat di Tasik bekannt, war von 1630 bis 1680 Raja von Kota Pinang.

## Herrscher
- Tohir Indra Alam I. (ca. 1630–1650)
- Unus, Sohn Tohir Indra Alam (ca. 1650–1670)
- Sulung, Sohn des Unus (ca. 1670–1690)
- Interregnum (ca. 1690–1700)
- Sulung Riau, Sohn Sulungs (ca. 1700–1720)
- Bidar Alam I., Bruder Sukung Riaus, nannte sich nicht mehr Raja, sondern Sultan (ca. 1720–1760)
- Indra Alam II., Sohn Bidar Alams I. (ca. 1760–1785)
- Rahmat Shah, Sohn Indra Alams II., (ca. 1785–1800)
- Bidar Alam II., Sohn Rahmat Shahs, (ca. 1800–1835)
- Bidar Alam III., Sohn Bidar Alams II. (ca. 1835–1865)
- Bidar Alam IV., Sohn Bidar Alams III. (1865–1904)
- Bidar Alam V., Sohn Bidar Alams IV. (1904–1946)